# 純陽殿
純陽殿位於四川省樂山市峨眉山市，文物遺址年代判定為清代。2007年6月1日公佈為四川省第七批文物保護單位。